# Glasbewassing

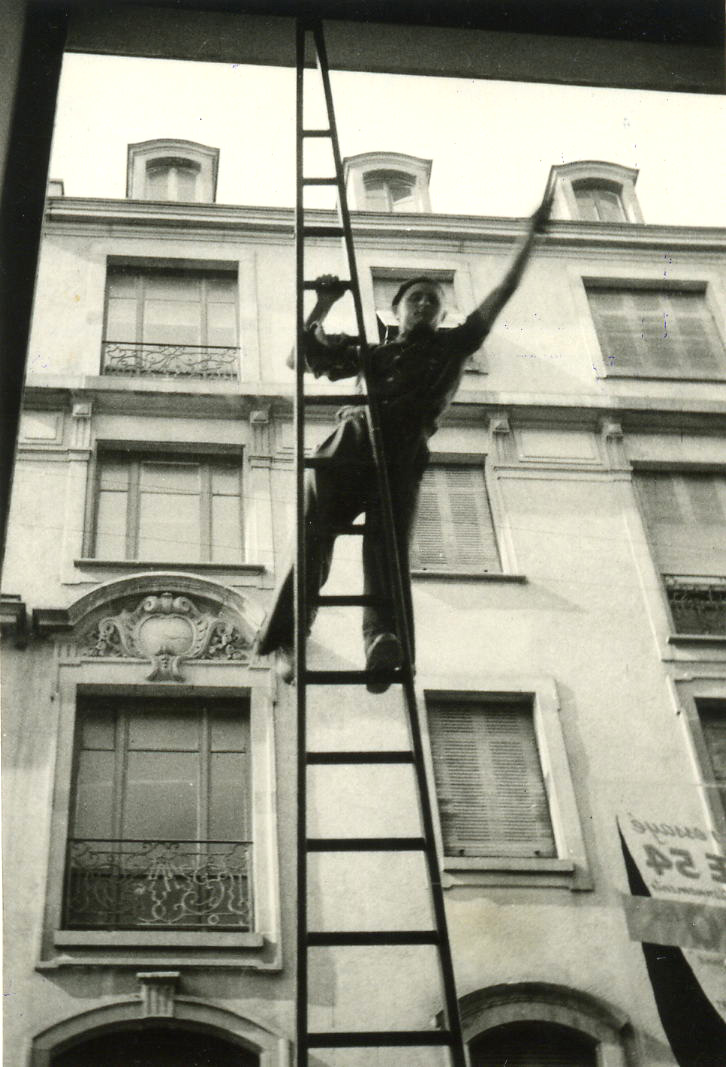
Glazenwasser aan het werk in Straatsburg (1954)

Glasbewassing is het reinigen van ramen.
Voor het reinigen van de ramen wordt meestal een spons gebruikt waarmee water met een schoonmaakmiddel op het glas wordt aangebracht. Met behulp van een wisser wordt het vuil en de resten van het opgebrachte schoonmaakmiddel verwijderd.
Uit ergonomisch oogpunt wordt er steeds vaker gewerkt met klapwissers. Deze verlagen de kans op RSI terwijl de arbeidsprestatie hoger ligt.

## Arbeidsomstandigheden
Een glazenwasser werkt vaak op hoogte en heeft een beroep waarbij veel ongevallen optreden. Door wet- en regelgeving op het gebied van arbeidsomstandigheden kunnen deze risico's worden beperkt, bijvoorbeeld door het verbieden van het werken met hoge ladders.
Een glazenwasser kan last krijgen van handeczeem. In een protocol dat is vastgesteld door de schoonmaakbranche staat aangegeven hoe hier dit kan worden tegen gegaan.

## Hulpmiddelen voor het bewassen van hogere ramen

### Ladders
Bij het bewassen van ramen is er al gauw een ladder nodig om de hogere ramen te bereiken. Er wordt meestal gebruikgemaakt van aluminium ladders. De houten ladders die voorheen werden gebruikt zijn stabieler, met name wanneer het waait, maar aluminium ladders zijn veel lichter en daardoor gemakkelijker te hanteren. Houten ladders vergen bovendien meer onderhoud.

### Hoogwerkers

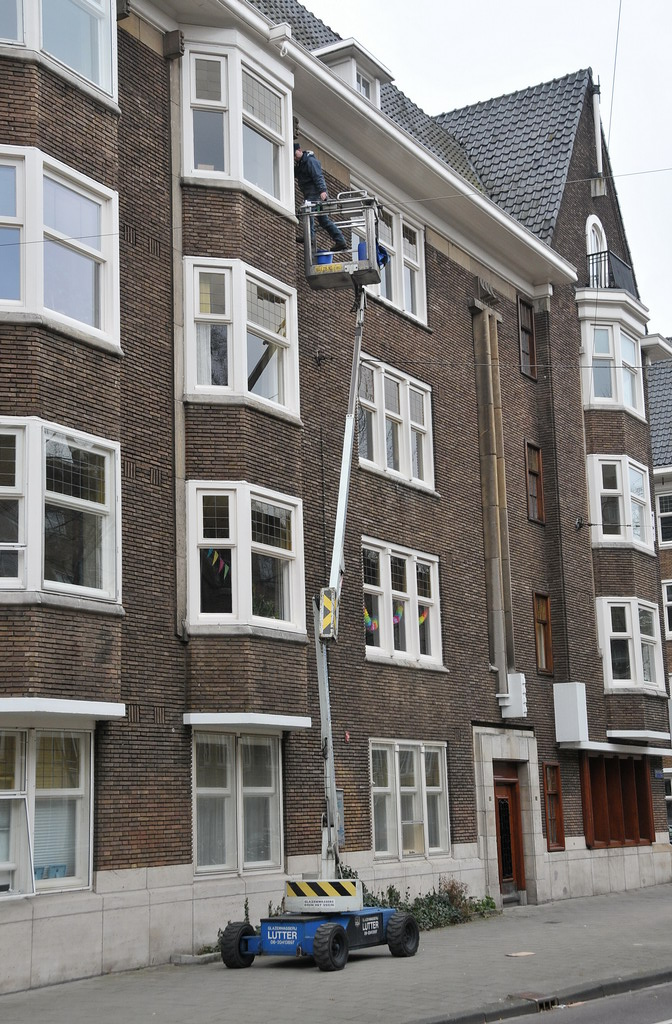
Hoogwerker

Een hulpmiddel voor het op grotere hoogte werken is de hoogwerker. Dit is een machine waarbij de glazenwasser in een bak naar het raam gebracht wordt. De veiligheid is gewaarborgd zolang de hoogwerker op de aangegeven wijze geplaatst wordt, dit vergt nauwgezet werken. Wordt hier de hand mee gelicht dan levert dat ernstige risico's op.

### Tucker pole-systeem

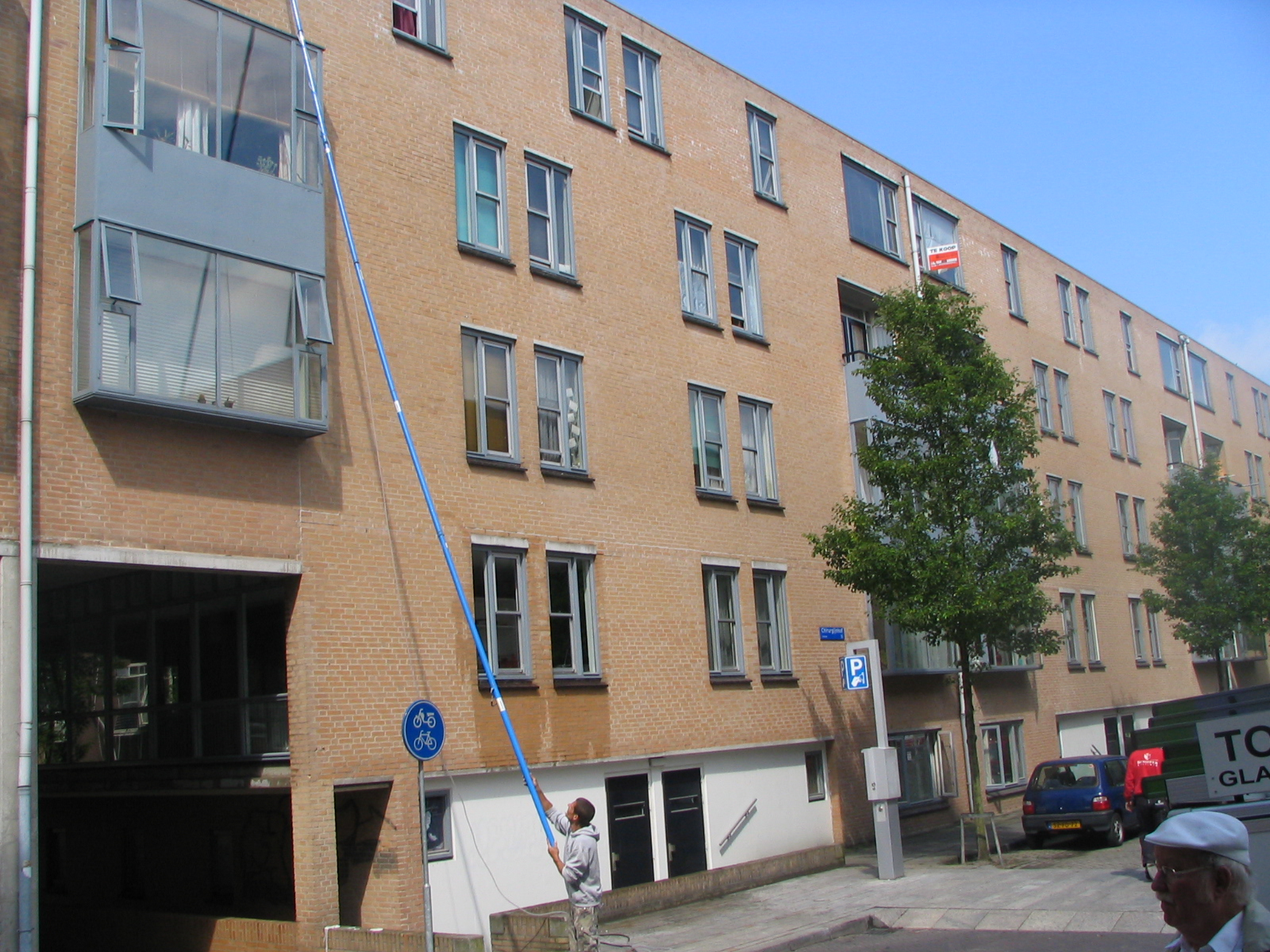
Tucker pole-systeem

Het Tucker pole-systeem, is een uit Amerika afkomstig systeem waarbij gebruikgemaakt wordt van gedemineraliseerd water. Het wordt ook wel telescoopglasbewassing genoemd aangezien het, door de stok te verlengen, mogelijk is om tot 20 meter hoog ramen te wassen (in Nederland beperkt via de Arbowet tot maximaal 13,5m). In jargon wordt ook weleens de term osmosesysteem gebruikt.
Dit systeem heeft een aantal voordelen ten opzichte van een hoogwerker. Het neemt minder ruimte in, is goedkoper en er zijn minder eisen aan de ondergrond.

## Glasbewassing in Nederland
De wijze waarop in Nederland hoger gelegen ramen gewassen worden is gewijzigd door de invoering van arbo-regels waardoor de lengte van de te gebruiken ladders drastisch werd beperkt. Hierdoor moet op een andere manier worden gewerkt, bijvoorbeeld met een hoogwerker of een telescoop. Vanaf 2006 mag een VCA-gekeurd bedrijf niet hoger dan 10 meter werken op een ladder.
In 2008 bleek dat in de glazenwasserij misstanden bestonden, waarbij concurrentie werd uitgesloten of tegengegaan. Het kwam veel voor dat wijken onder elkaar verdeeld werden en dat nieuwkomers werden buitengesloten. Deze misstanden waren in 2024 nog niet opgelost.

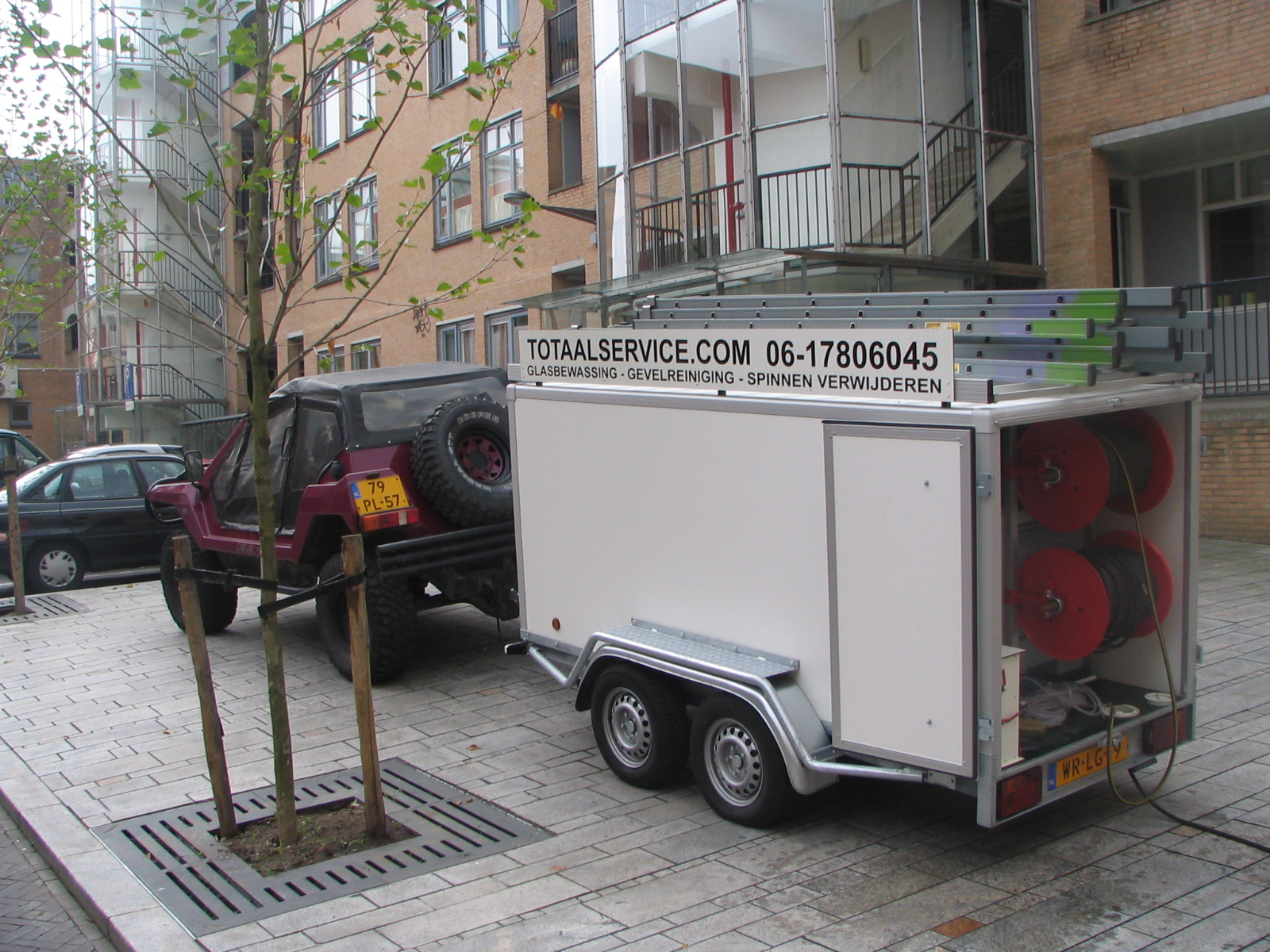
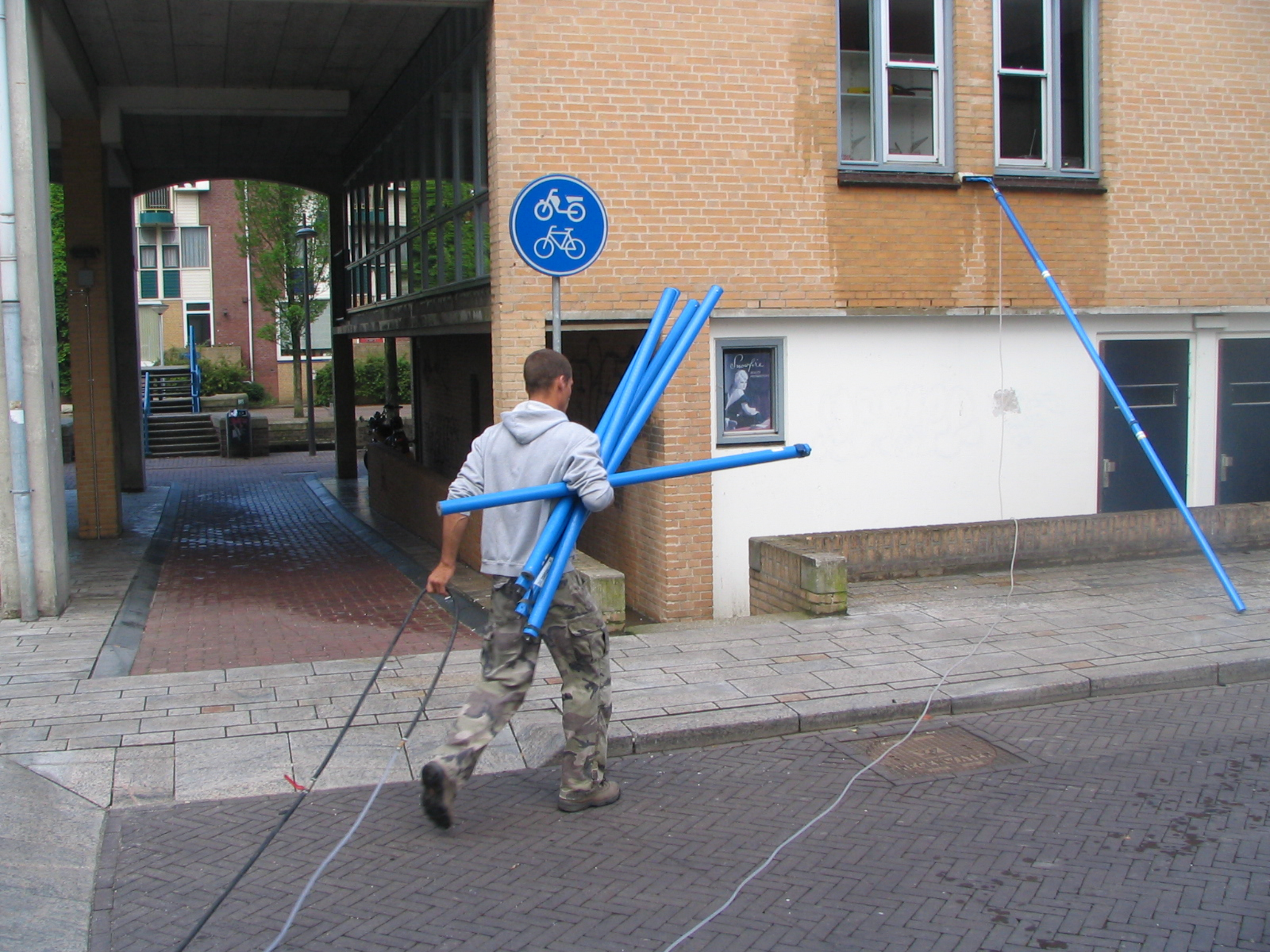
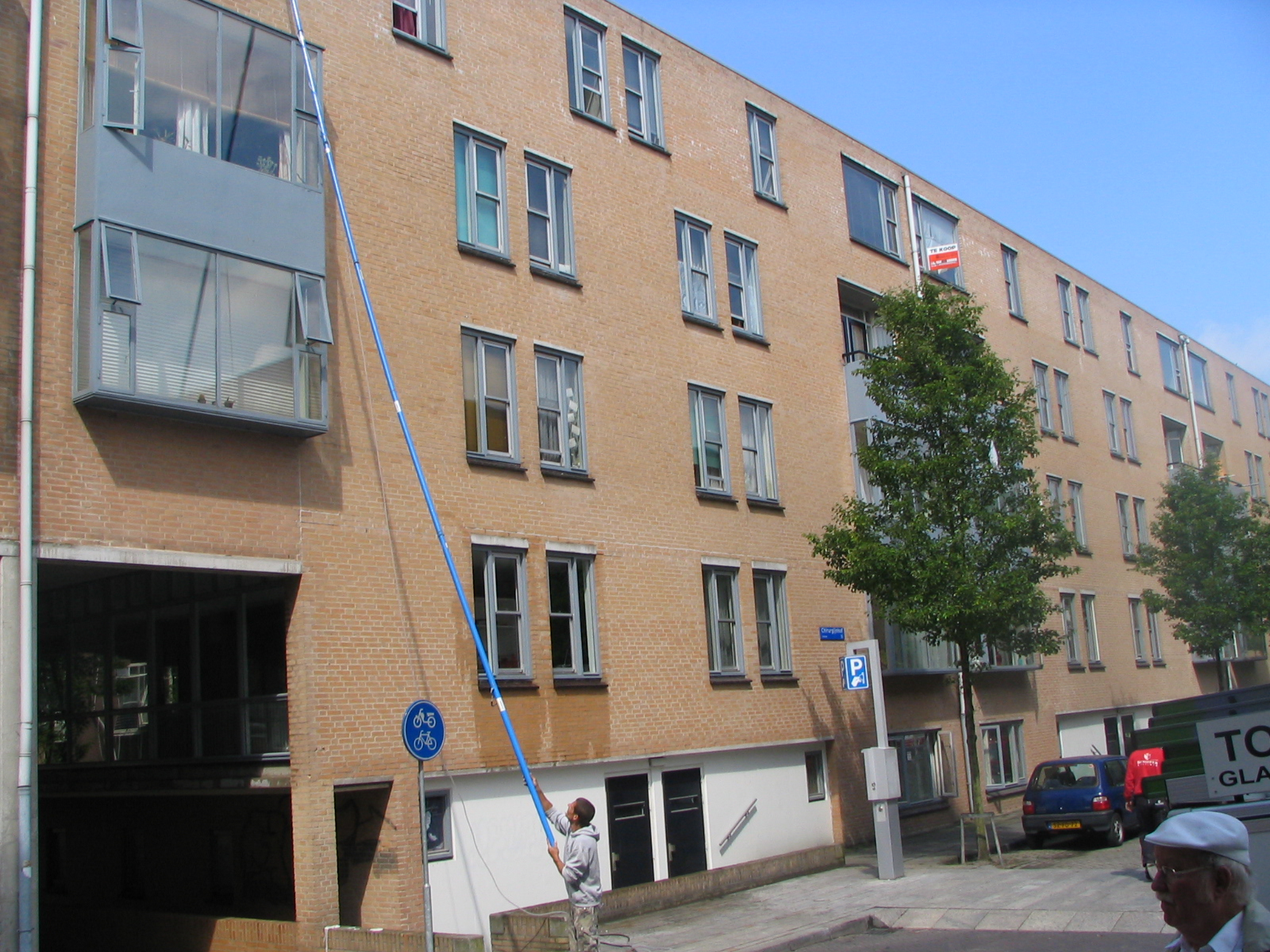
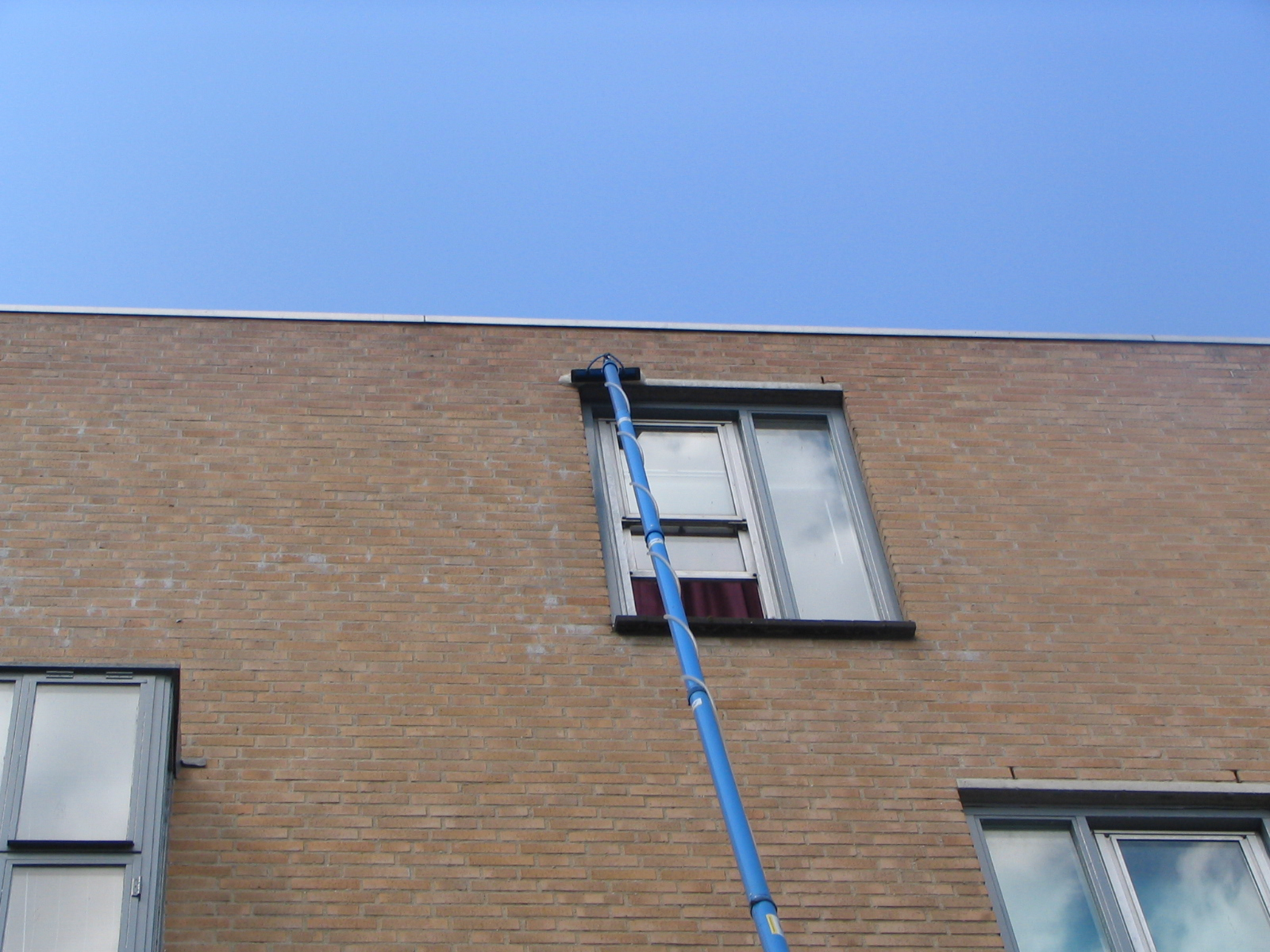